# 王仁斋 (1906年)
王仁斋（1906年9月21日—1937年），原名王人增，字仁斋，山东省文登县侯家镇高家村人，曾任东北抗日联军第一军第三师师长。1937年冬，王仁斋前往奉天省抚顺市清原县杨大堡筹集子弹和给养时，行至钓鱼台与日伪军作战，后中弹牺牲。

## 生平

### 任教
1920年，王仁斋考入青州府山东省立第一甲种农业学校，1924年夏，王仁斋从学校毕业后回乡任教。1927年4月12日，蒋介石发动四一二事件，王仁斋前往武汉进行革命工作，同年加入中国共产党。1927年冬，受中共满洲临时省委派遣在抚顺、沈阳、三源浦等地从事工人运动、学生运动和抗日武装的筹建工作。1929年春夏，王仁斋到达沈阳，在平民日报社担任印刷部主任，后因报社停办而离开。1929年秋，前往奉天省城私立平旦中学校当秘书，并在校内建立中共党外组织“互济会”，被国民政府发现后王仁斋离开学校。1931年春，王仁斋到吉林省海龙男子中学任语文教员，后因与校长发生争执而离开学校。

### 从军
1931年冬，王仁斋受中共满洲省委的派遣，前往三源浦开展筹建当地抗日武装的工作。1932年4月下旬，包景华率众起事被编入辽宁民众自卫军第九路军，王仁斋任上校政治教官，九路军一度发展到2000人。同年9月，日军重兵围攻九路军。经柳河县高家船口一役，九路军伤亡惨重，九路军后于同年11月在濛江县解散。1933年1月，中国工农红军第37军海龙游击队成立，王仁斋任大队长兼政治委员。1933年春，王仁斋任中共海龙中心县委委员，负责武装工作。1933年11月末，海龙游击队改编为东北人民革命军独立师的教导连，王仁斋调任师部负责地方游击队工作。1934年11月5日，王仁斋任南满游击队政委。1936年5月，东北抗日联军第一军第三师在兴京县倒木沟成立，王仁斋任师长。1936年6月，王仁斋任中共南满省委委员。1937年8月初，王仁斋率部在抚顺市区周围开展游击活动。同年10月，中共抚顺特支被破坏后，王仁斋率部离开抚顺，前往清原开展游击活动。1937年9月，王仁斋前往奉天省抚顺市清原县杨大堡筹集子弹和给养时，行至钓鱼台与日军作战，后中弹牺牲。

## 纪念
- 1984年8月18日，中共清原县委、县政府在构乃甸乡筐子沟钓鱼台，为王仁斋树碑纪念。[7]
- 2014年9月1日，王仁斋被列入中华人民共和国民政部公布的第一批300名著名抗日英烈和英雄群体名录。[8]